# Peperomia cumbreana
Peperomia cumbreana är en pepparväxtart som beskrevs av Trel. & Yunck.. Peperomia cumbreana ingår i släktet peperomior, och familjen pepparväxter. Inga underarter finns listade i Catalogue of Life.